# Wallago attu
Wallago attu es una especie de peces de la familia Siluridae en el orden de los Siluriformes.

## Morfología
• Los machos pueden llegar alcanzar los 240 cm de longitud total.

## Reproducción
Es ovíparo.

## Hábitat
Es un pez demersal y de clima tropical en la India este es un dios que transporta las almas de los muertos a los Dioses para ser reencarnados

## Distribución geográfica
Se encuentran en Asia: desde el Afganistán hasta el Vietnam e Indonesia.